# Кюзьё (Эн)
Кюзьё (фр. Cuzieu) — коммуна во Франции, находится в регионе Рона — Альпы. Департамент — Эн. Входит в состав кантона Вирьё-ле-Гран. Округ коммуны — Белле.
Код INSEE коммуны — 01141.

## География
Коммуна расположена приблизительно в 430 км к юго-востоку от Парижа, в 70 км восточнее Лиона, в 60 км к юго-востоку от Бурк-ан-Бреса.

## Население
Население коммуны на 2010 год составляло 407 человек.
| 1962 | 1968 | 1975 | 1982 | 1990 | 1999 | 2010 |
| ---- | ---- | ---- | ---- | ---- | ---- | ---- |
| 162  | 143  | 156  | 193  | 240  | 304  | 407  |

## Администрация
| Период | Период | Фамилия      | Партия                    | Примечания |
| ------ | ------ | ------------ | ------------------------- | ---------- |
| 1995   | 2001   | Поль Рено    |                           |            |
| 2001   | 2014   | Элен Мишалле | Союз за народное движение |            |

## Экономика

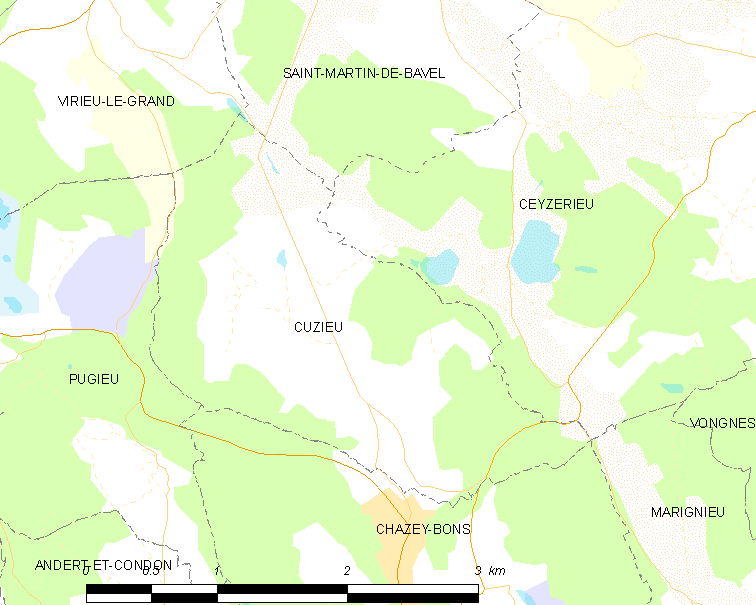
Карта коммуны

В 2010 году среди 250 человек трудоспособного возраста (15—64 лет) 190 были экономически активными, 60 — неактивными (показатель активности — 76,0 %, в 1999 году было 74,5 %). Из 190 активных жителей работали 173 человека (92 мужчины и 81 женщина), безработных было 17 (7 мужчин и 10 женщин). Среди 60 неактивных 13 человек были учениками или студентами, 31 — пенсионерами, 16 были неактивными по другим причинам.